# Mermessus conjunctus
Mermessus conjunctus là một loài nhện trong họ Linyphiidae.
Loài này thuộc chi Mermessus. Mermessus conjunctus được Alfred Frank Millidge miêu tả năm 1991.